# Etrema cratis
Etrema cratis é uma espécie de gastrópode do gênero Etrema, pertencente à família Clathurellidae.